# انهيار غابات العصر الفحمي المطيرة

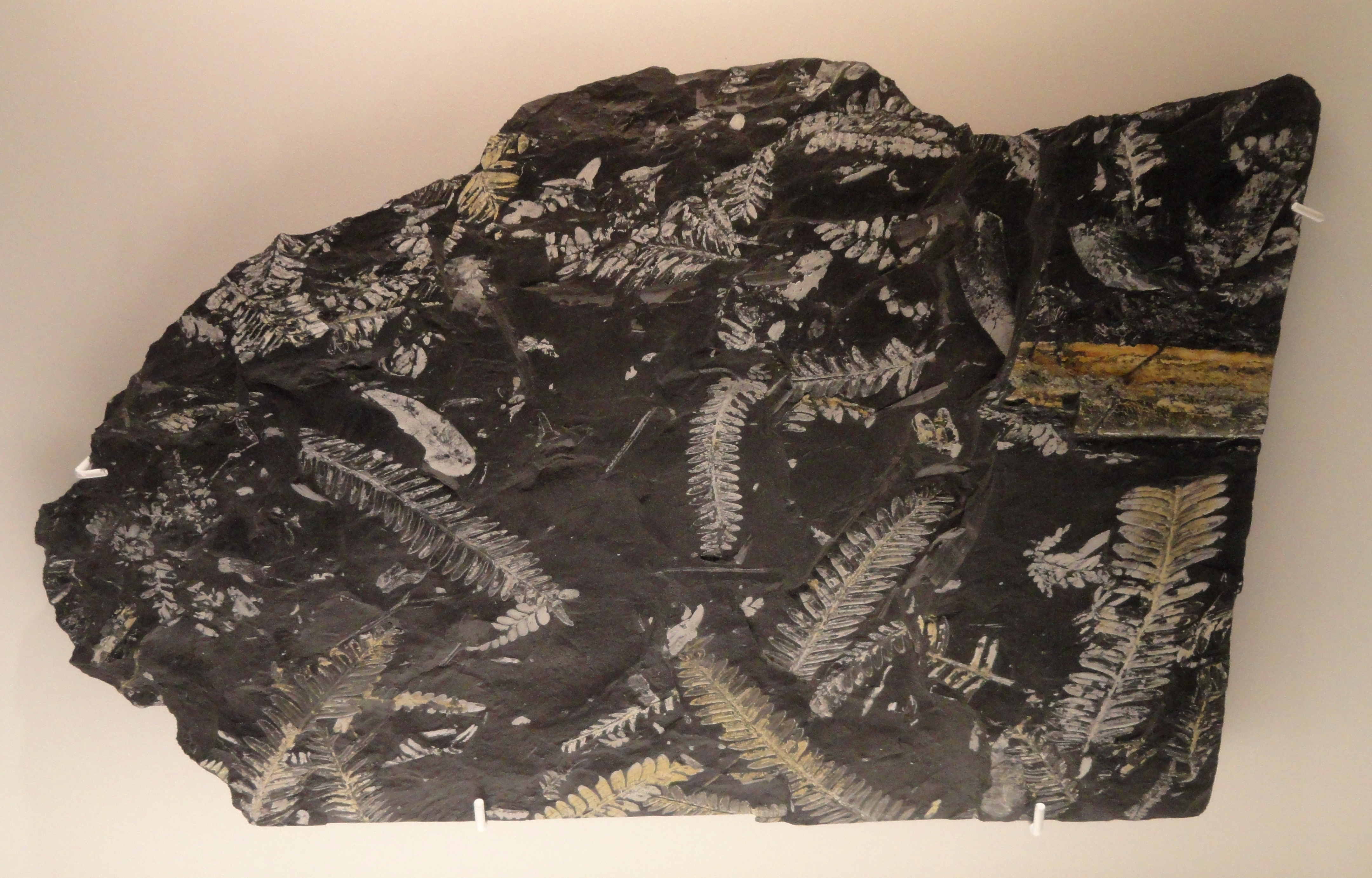
استمرت غابات الفحم بعد انهيار غابات العصر الفحمي المطيرة. هذه الأحفورة النباتية من تلك الغابات منذ حوالي 5 ملايين سنة بعد إنهيار غابات العصر الفحمي المطيرة. ومع ذلك، فإن تغير تكوين الغابات من غابة النباتات الحرشفية المسيطرة عليها إلى أغلبية من أشجار السرخس والسرخسيات البذرية.

انهيار غابات العصر الفحمي المطيرة (بالإنجليزية: Carboniferous rainforest collapse)‏ (CRC)، يعتبر حدث انقراض صغير منذ حوالي 305 ملايين سنة خلال العصر الفحمي. وقد غيرت غابات الفحم الشاسعة التي كانت تغطي المناطق الاستوائية في القارة أورأمريكا (أوروبا وأمريكا) آنذاك. وربما أدى هذا الحدث إلى تجزئة الغابات إلى «جزر» معزولة، والذي تسبب بدوره في تقلصها وبعد فترة وجيزة تسببت في انقراض العديد من الأنواع النباتية والحيوانية. بعد الحدث، استمرت الغابات الاستوائية المكونة للفحم في المناطق الواسعة من الأرض، ولكن تغير مداها وتكوينها.